# Rhomboptila caesia
Rhomboptila caesia là một loài bướm đêm trong họ Geometridae.